# Alanya
Alanya este un oraș în sudul Turciei, pe litoralul Mării Mediterane, situat la 140 km est de Antalya. Populația orașului (împreună cu suburbiile) e de cca 400 mii de locuitori. Alanya este centru administrativ al districtului omonim din provincia Antalya. Începând cu anii 1980 Alanya devine un important centru turistic (vizitată în special de turiștii cu venituri medii din Europa Centrală, Europa de Nord și fosta URSS).
De la Alanya spre est, se întindea altădată Cicilia, cuib de pirați negustori de sclavi. La căsătoria sa cu Cleopatra, Marc Antoniu i-a dat în dar Cicilia, bogată în ogoare și păduri. Situată pe o peninsulă, Alanya este înconjurată de plaje cu nisip fin, care atrag turistii tot atat de mult ca și peisajul urban pitoresc, specific otoman. Foarte frecventate, plajele au pe margini hoteluri și restaurante construite în ultimii ani. Coastele stâncoase, împădurite, măresc farmecul peisajului. Grote numeroase se deschid printre stânci, unele împodobite cu stalactite (Damlatas). Spre est de Alanya, plajele sunt mai putin aglomerate și țarmul este franjurat de golfulețe minuscule, cu petece de nisip. Orașul, construit în trepte pe coasta muntelui, este presărat cu monumente turcești: lângă port, turnul Kizil Kule (Turnul rosu), datând din 1226, adaposteste un muzeu etnografic. Citadela era aparată de ziduri masive. În satul adiacent Ehmediye se păstrează un mausoleu din epoca seleucida. Pe vârful dealului, castelul din Alanya oferă priveliștea grandioasă a orașului și a țărmului stâncos.